# Guvernoratul Khan Yunis
| \| \| Fâșia Gaza Teritoriile palestiniene \| v • d • m \|    |                                     |           |
| Gaza de Nord Gaza GAZA CITY Deir al-Balah Khan Yunis Rafah · |                                     |           |
| Flag of Palestine                                            | Fâșia Gaza Teritoriile palestiniene | v • d • m |

Guvernoratul Khan Yunis (Arabă: محافظة خان يونس) este unul dintre guvernoratele Autorității Naționale Palestiniene, aflat în sudul Fâșiei Gaza. Capitala și cel mai mare oraș al său este Khan Yunis. Guvernoratul are o populație de aproximativ 280,000 locuitori. Suprafața sa este de 69,61% urbană, 12,8% rurală, iar restul de 17,57% reprezintă taberele de refugiu.

## Localități

### Orașe
- Abasan al-Kabera
- Bani Suheila
- Khan Yunis
- Abasan al-Saghira
- Khuza'a
- al-Qarara

### Sate
- al-Fukhari
- Qa' al-Kharaba
- Qa' al-Qurein
- Qizan an-Najjar
- Umm Kameil
- Umm al-Kilab